# Museo civico archeologico Isidoro Falchi
Il Museo civico archeologico Isidoro Falchi è un museo situato a Vetulonia, frazione di Castiglione della Pescaia (GR).

## Storia
Il museo nacque per la prima volta nel 1969 come piccolo Antiquarium, grazie all'interessamento dell'archeologa Anna Talocchini. L'idea alla base di questa prima esposizione era quella di esporre una serie di oggetti che completassero la visita agli scavi della città e all'area delle necropoli relativi al sito di Vetulonia. Inizialmente allestito in alcuni spazi degli impianti sportivi, fu trasferito dopo il 1977 al piano terra del centro polivalente della frazione appena terminato di costruire. Dopo un furto che danneggiò l'edificio – la refurtiva è stata completamente recuperata pochi anni dopo – nel 1981 il museo venne chiuso al pubblico ed iniziarono i lavori di restauro che terminarono solamente nel 2000, anno in cui il museo riaprì su entrambi i piani e fu intitolato a Isidoro Falchi, l'archeologo che riscoprì Vetulonia. Dal 2004 il museo è inserito nella rete provinciale Musei di Maremma.

## Sale espositive
Il museo archeologico è composto da sette sale – denominate con le lettere alfabetiche dalla A alla G – disposte sui due piani dell'edificio di piazza Vatluna, costruito nel 1977 come centro servizi polivalente della frazione di Vetulonia. Il percorso didattico è allestito al fine di documentare la storia e l'evoluzione di Vetulonia dalle prime fasi villanoviane (IX sec. a.C.) fino alle ultime testimonianze di epoca romana (I sec. a.C.), passando per i corredi provenienti dalle necropoli di epoca orientalizzante e arcaica e le fasi ellenistiche della città vera e propria. La visita inizia dal piano superiore, raggiungibile con l'ascensore o tramite una scala poco oltre la biglietteria, per continuare al piano terra una volta scesi nuovamente. All'ingresso è posizionata una riproduzione in gesso del Trono di Claudio, bassorilievo in marmo rinvenuto a Cerveteri nel 1840 che raffigura le personificazioni di tre fra le maggiori città etrusche della dodecapoli: Tarquinia, Vulci e Vetulonia.

### Piano superiore

#### Sala A
La prima sala del museo, la sala A, testimonia il periodo più antico documentato di Vetulonia, prendendo in esame principalmente i sepolcreti primitivi – così li definì Isidoro Falchi – della prima età del Ferro (età villanoviana, IX-VIII secolo a.C.): quelli orientali di Poggio alla Guardia, Poggio al Bello, Poggio Belvedere e Poggio alle Birbe; quelli occidentali di Colle Baroncio e Costa delle Dupiane. L'esplorazione delle necropoli fu iniziata dal Falchi nel 1883 dalla località di Poggio alla Guardia, la più significativa tra le città dei morti villanoviane di Vetulonia: sono state qui rinvenute numerose tombe a pozzetto – più di mille – e alcune tombe a fossa scavate nel 1900. Alcune vetrine espongono i reperti dei corredi funebri trovati in queste località: vi sono ossuari, fibule in bronzo, un bottone e un pendente in bronzo sardi, fuseruole di impasto, rasoi in bronzo, morsi, tiranti e bardature per cavalli in bronzo, puntali di lance, punte di freccia, boccali di impasto, ciotole, rocchetti; tali reperti provengono dalle numerose tombe di Poggio la Guardia come la tomba 12 (seconda metà VIII secolo a.C.), la tomba 27 (fine IX secolo a.C.) e la tomba 124 (IX secolo a.C.), scavate nel 1884, le tombe 40 (inizio VIII secolo a.C.) e 90 (fine IX secolo a.C.), scavate nel 1886, ed una buca della seconda metà dell'VIII secolo a.C., rinvenuta il 5 aprile 1897. Altri reperti provengono da una tomba di Poggio Belvedere della fine del IX secolo a.C., scavata il 15 maggio 1897, e dalle località Le Cortine e Caldana (IX-VIII secolo a.C.). 
Un monumento di grande interesse, presente nella collezione permanente del museo dal maggio 2004, è rappresentato dalla stele di Auvile Feluske, un segnacolo funerario in pietra, databile alla fine del VII secolo a.C., decorato sulla fronte da una figura di guerriero resa a sottile incisione ed inquadrata lungo i margini da una fascia contenente una tra le più antiche iscrizioni etrusche, che conserva il nome del principe defunto e dei suoi avi. Questa straordinaria testimonianza è da porre in relazione con le tombe a fossa raccolte entro un circolo di pietre e ricoperte da un basso tumulo di terra, diffuse nel territorio vetuloniese in età orientalizzante, periodo che segna il contatto con i popoli del Mediterraneo orientale, in particolare con i Greci. Sempre nella sala A sono esposti altri importanti reperti riferibili al periodo orientalizzante (fine VIII-inizi VI secolo a.C.), fra i quali quelli del corredo della tomba della Fibula d'oro.

#### Sala B
La sala B espone nelle prime vetrine altri reperti del periodo orientalizzante, concludendo il percorso riferibile a quest'epoca iniziato nella sala precedente, con il corredo del I circolo delle Pellicce e l'esame della tomba monumentale del Diavolino II. Il resto della sala è poi tutto dedicato a Vetulonia nell'età arcaica e classica (VI-V secolo a.C.), periodo in cui la città si avviò verso il suo inesorabile declino in favore delle vicine Roselle e Populonia. Le vetrine espongono: frammenti di hydria, kantharoi e anfore attiche a figure nere dalla tomba a circolo di Poggio del Diavolino; bacili d'impasto, frammenti di oinochoe e olle in bucchero, e aryballoi etrusco-corinzi dai tumuli 1 e 2 di Val di Campo, scavati nel 1986; un'interessante collezione di buccheri (kantharoi, anfore, coppe, kyathoi, skyphoi, ollette) rinvenuti alla Costa delle Dupiane durante le campagne di scavo tra il 1966 e il 1969; i materiali scoperti nel deposito sacro di Costa Murata – ceramiche attiche a figure rosse o nere – tra i quali spicca un cratere a figure nere con la rappresentazione omerica del riscatto del corpo di Ettore da parte di Priamo del 570-555 a.C.; infine, interessanti frammenti di cornici e lastre con la raffigurazione di un cavaliere del VI secolo a.C., trovati a Basse degli Olmi nel 1982. A partire dal 2004, è esposto anche un cospicuo lotto di oreficerie provenienti dalla collezione Lancetti.

#### Sala C
La terza sala, intitolata dal 12 agosto 2007 ad Anna Talocchini, è dedicata ai vari insediamenti e alle necropoli sparsi nel territorio direttamente governato da Vetulonia fino all'età classica: alcuni pannelli illustrano come il territorio vetuloniese si estendesse a nord fino a Massa Marittima – importantissimo l'insieme di insediamenti sul lago dell'Accesa – con il suo comprensorio minerario, ad ovest, sulla costa, almeno fino a Pian d'Alma (il Puntone e Follonica erano già territori di Populonia), a sud fino alle sponde del lago Prile e ad est lungo la valle del fiume Bruna, oltre la quale iniziava il territorio di Roselle. Nelle vetrine di questa sala è esposto il sontuoso corredo della tomba a tholos di Poggio Pelliccia, nei pressi della Castellaccia, nel comune di Gavorrano: bronzi, oreficerie, uova di struzzo istoriate, ceramiche corinzie, greco-orientali ed attiche, databili in un periodo di tempo che va dal VII al V secolo a.C.

#### Sala D
La sala D, quarta sala del museo, continua il percorso alla scoperta del territorio vetuloniese documentando il sito di Val Berretta, località nei pressi di Pian di Rocca, dove è stata scavata negli anni settanta del XX secolo una necropoli arcaica, costituita da una tomba a fossa di età orientalizzante e da una sessantina di tombe a camera con tumulo che hanno permesso il ritrovamento di corredi funerari databili tra il VI e il IV secolo a.C., qui esposti in due vetrine.

### Piano terra

#### Sala E
Le ultime sale del museo, a partire dalla sala E, documentano il periodo storico della Vetulonia ellenistica e romana (IV-I secolo a.C.). In questa quinta sala sono esposte coppe, olle, askoi, oinochoe, lucerne e antefisse a testa maschile o femminile – si riconoscono anche Eracle e Minerva – provenienti da edifici ad uso abitativo e sacro rinvenuti nel pianoro di Costa Murata, a nord-ovest dell'attuale borgo di Vetulonia, nel corso degli scavi condotti da Anna Talocchini negli anni settanta del XX secolo.

#### Sala F
Nella piccola sala F sono esposte le terrecotte architettoniche acquisite nel maggio 2004, che formano un ciclo decorativo unitario pertinente alla trabeazione del portico interno di una delle case signorili riportate in luce nel quartiere ellenistico di Poggiarello Renzetti: la cosiddetta Casa di Medea, che deriva il suo nome proprio dagli episodi del celeberrimo e tragico racconto mitologico illustrato nei resti del nucleo di terrecotte vetuloniesi. La frammentarietà della decorazione permette tuttavia di riconoscere gli episodi dell'uccisione dei figli, di Medea con Imeneo, di Creusa durante il bagno nuziale e di Giasone che accorre con Creusa che fugge.

#### Sala G
La visita al museo archeologico termina nella sala G, dove sono esposti altri reperti provenienti da Poggiarello Renzetti, rinvenuti tra il 1985 e il 1990, e da altre località dove sono stati scavati quartieri ad uso abitativo: edifici del III secolo a.C. in località Costia dei Lippi (scavi 1962-1965), Banditelle e Val di Piombo, dove negli anni tra il 1916 e il 1919 sono stati recuperati numerosi frammenti, vasi e lastre architettoniche da alcuni pozzi etruschi. Interessanti anche alcuni bronzetti (zanne di cinghiale, statuette di offerenti e adoranti, ghiande missili) databili tra la fine del V e gli inizi del III secolo a.C. e rinvenuti nel tempietto di via dei Sepolcri. Per quanto riguarda le necropoli, sono esposti i corredi di varie tombe come quelle della Scala Santa (tra cui anche pezzi della collezione Mancinelli del 1910) che vanno dalla fine del IV al II secolo a.C., della Val d'Arca (III secolo a.C.) e della Costa delle Dupiane; vi sono anche pezzi della collezione Manganelli acquisti nel 1901, provenienti dalla tomba dell'orto della Casetta degli Scavi di Poggio alla Guardia. Infine, una vetrina è dedicata alle monete antiche, la maggior parte delle quali facente parte del cosiddetto tesoretto di Stagnaccio, costituito da trentanove monete di bronzo di zecca romana, di cui tredici delle serie fuse e ventisei coniate; le altre monete sono della zecca di Vetulonia, della serie Vatl.
Concludono il percorso alcuni pannelli che ricostruiscono la storia di Vetulonia e del suo territorio nelle epoche successive, fino al finale abbandono nel periodo imperiale romano.

## Mostre temporanee
L'attività del museo si caratterizza per l'annuale allestimento, in collaborazione con la Soprintendenza per i beni archeologici della Toscana, di mostre temporanee dedicate al mondo etrusco sia all'interno dell'Etruria che nei suoi rapporti con le altre culture, approfondendone volta per volta alcuni aspetti più interessanti.
Lista delle mostre passate:
- 2002 - Vetulonia "L'età dell'Oro" (mostra di oreficerie etrusche)
- 2003 - Principi e insegne del potere. La tomba etrusca del Tridente di Vetulonia.
- 2004 - Io sono di Rachu Kakanas. La tomba etrusca del Duce di Vetulonia.
- 2005 - Vetulonia al centro del Mediterraneo. Preziose merci esotiche dall terra e dal mare.
- 2006 - Vivere da Etrusco. Uno sguardo indiscreto nelle stanze del principe.
- 2007 - Vetulonia e le altre. Tappe del commercio etrusco arcaico.
- 2008 - Vetulonia, gloria delle genti di Lidia. Storia di una città tra etruschi e romani.
- 2009 - Sovrani etruschi dei due mari. Tesori d'oro e d'ambra da Vetulonia e Verucchio.
- 2010 - Archeologi nell'800. Città riscoperte fra Etruria e Lazio antico.
- 2011 - Navi di bronzo. Dai Santuari nuragici ai tumuli etruschi di Vetulonia.
- 2012 - Il modello inimitabile. Percorsi di civiltà fra Etruschi, Enotri e Dauni.
- 2013 - Vetulonia, Capua, Pontecagnano. Vite parallele di tre città etrusche.
- 2014 - Circoli di pietra in Etruria.
- 2015 - Antichità sequestrata. A Vetulonia l'Italia antica si ritrova a tavola.
- 2016 - Bentornati a casa. La Domus dei Dolia di Vetulonia riapre le porte dopo 2000 anni
- 2017 - L'arte di vivere al tempo di Roma. I luoghi del tempo nelle domus di Pompei
- 2018 - L'antico Egitto in vita a Vetulonia. A casa di un operaio artista della Valle dei Re.
- 2019 - Alalia, la battaglia che ha cambiato la storia. Greci, Etruschi e Cartaginesi nel Mediterraneo del VI secolo a.C.